# Point Udall
Point Udall bezeichnet sowohl den östlichsten als auch den westlichsten Punkt der Vereinigten Staaten. Vereinzelt findet sich auch die Bezeichnung Udall Point, sie wird synonym gebraucht.
Am Ostende der Insel Saint Croix, die zu den Amerikanischen Jungferninseln gehört, liegt der nach dem Politiker Stewart Lee Udall benannt östlichste Punkt der USA. Zum 1. Januar 2000 wurde hier eine Sonnenuhr, das so genannte Millennium Monument, installiert.
Das westliche Gegenstück, benannt nach Mo Udall, dem Bruder von Stewart Udall, gehört zur Orote-Halbinsel auf Guam.
Die Sonne geht nun nicht nur über Point Udall auf, sondern auch unter, wie es in dem Kongressbeschluss zur Taufe des westlichen Punktes heißt.